# Laccophilus remator
Laccophilus remator är en skalbaggsart som beskrevs av Sharp 1882. Laccophilus remator ingår i släktet Laccophilus och familjen dykare. Inga underarter finns listade i Catalogue of Life.